# Sarcófago de Husillos
El sarcófago de Husillos, datado a mediados del siglo II d. C., es una pieza importada de Roma y encontrada en Husillos (Palencia). Fue reutilizado en el año 960 como enterramiento del Conde de Monzón Fernando Ansúrez. Actualmente se conserva en el Museo Arqueológico Nacional de Madrid, donde fue adquirido en 1870 proveniente de la Colegiata de Santa María de la Dehesa Brava de Husillos (Palencia).
La primera referencia que se tiene de él se remonta al siglo XVI, cuando Ambrosio de Morales lo estudió y del que dice que estaba "en esta iglesia, al lado del Evangelio, junto al Altar Mayor, en un arco antiguo liso". Después de él lo estudiaron Ceán en 1832, Quadrado en 1886 y Aureliano Fernández Guerra en 1872.
Está realizado en mármol y en él se representa diferentes escenas de la historia de Orestes: la venganza de éste por la muerte de su padre Agamenón. Los relieves se leen de izquierda a derecha y en ellos podemos ver a Orestes acompañado por las Furias (diosas de la ira) dando muerte a Egisto. La última escena representa a Orestes comenzando su purificación en el templo de Apolo en Delfos. 